# Bathylutichten
Bathylutichten (Bathylutichthyidae) zijn een familie van straalvinnige vissen uit de orde van Schorpioenvisachtigen (Scorpaeniformes).

## Geslacht
- Bathylutichthys Balushkin & Voskoboinikova, 1990